# 윤여경 (디자이너)
윤여경은 그래픽 디자이너이자 디자인 저술가, 이론가, 교육자다. 저서로는 『런던에서 온 윌리엄 모리스』(지콜론북, 2014), 『좋은 디자인이란 무엇인가』(스테파노반델리, 2012)가 있으며, 『지콜론』, 『GRAPHIC』, 『디자인평론』 등 잡지와 평론지에 기고했다. 
국민대학교 그린 디자인 전공으로 석사 학위를 받았고, 현재는 경향신문 정보 그래픽 디자이너, 국민대학교 디자인 대학원 겸임 교수로 재직한다. 
2014년 온라인 디자인 공부 사이트 ‘디자인학교(designerschool.net)’를 열어 모바일 시대에 적합한 디자인 교육을 시도해 왔다.